# فرودگاه آنگل اس ادامی
فرودگاه آنگل اس ادامی (به انگلیسی: Ángel S. Adami Airport) (به زبان بومی: Aeropuerto Ángel S. Adami) یک فرودگاه همگانی مسافربری است که یک باند فرود بتن دارد و طول باند آن ۱۲۵۰ متر است. این فرودگاه در شهر مونته‌ویدئو کشور اروگوئه قرار دارد و در ارتفاع ۵۳ متری از سطح دریا واقع شده است.